# Ilyushin Il-96
Ilyushin Il-96 (tiếng Nga: Ил-96) là một máy bay 4 động cơ thân rộng tầm xa được thiết kế bởi Ilyushin tại Nga và sản xuất bởi Hiệp hội Sản xuất Hàng không Voronezh ở Voronezh. Sử dụng 4 động cơ phản lực cánh quạt đẩy 2 trục Aviadvigatel PS-90.

## Thiết kế và phát triển

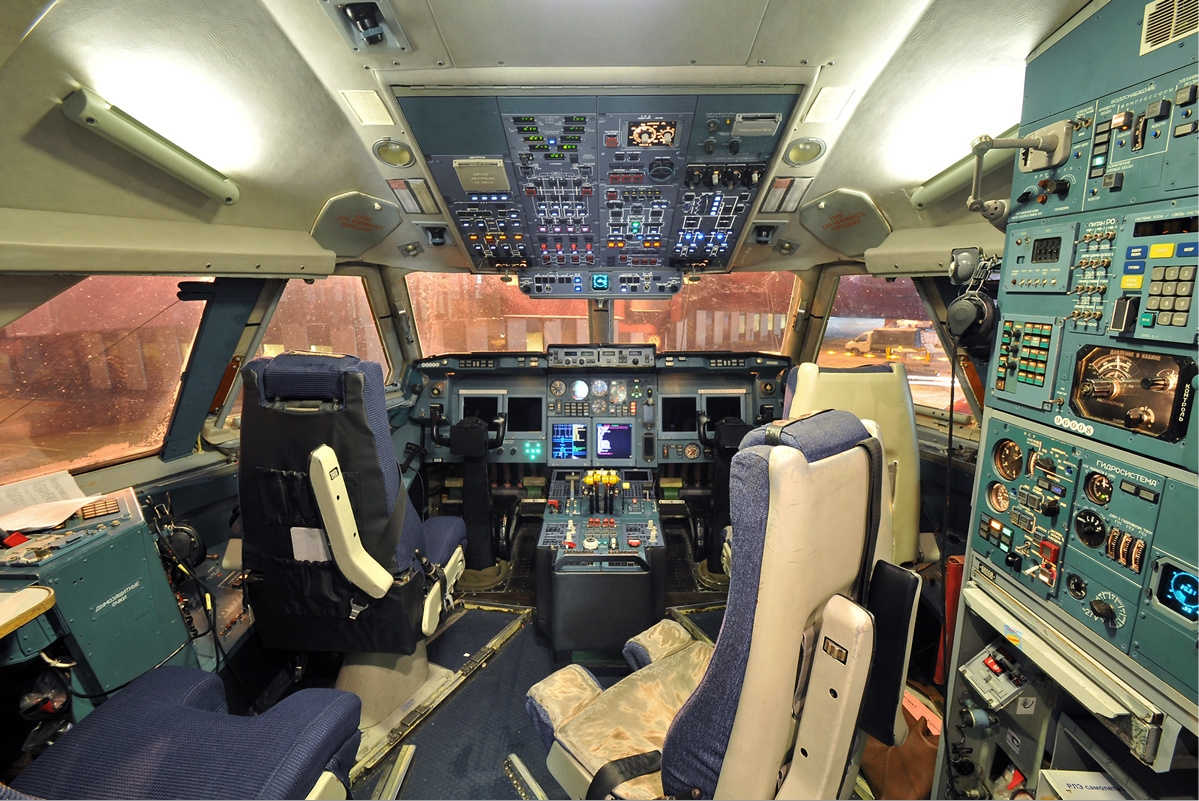
Buồng lái IL-96 300 hiện đại của Nga

Ilyushin Il-96 và một phiên bản thân ngắn của loại máy bay tầm xa thân rộng ứng dụng kỹ thuật tiên tiến đầu tiên của Nga, Ilyushin Il-86. Nó có cánh siêu tới hạn được trang bị với các cánh nhỏ, một buồng lái kính, và một hệ thống điều khiển fly-by-wire. Nó cất cánh lần đầu năm 1988 và được chứng nhận năm 1992. Kiểu căn bản IL-96-300 được trang bị các hệ thống điện tử tiên tiến của Nga tích hợp 6 màn hình hiển thị LCD đa chức năng, các hệ thống hoa tiêu quán tính và vệ tinh, và một Hệ thống Tránh Đâm Chuyển động (gồm cả mode "S"). Nó cho phép máy bay hoạt động với 2 thành viên tổ bay. Các hệ thống điện tử tương thích với các quy định trên các đường bay quốc tế ở châu Âu và Bắc Mỹ (RNP-1) và cho phép hoa tiêu cũng như hạ cánh theo các điều kiện ICAO CAT III/A. Il-96 được cung cấp với 3 biến thể chính: the Il-96-300, Il-96M/T và Il-96-400.

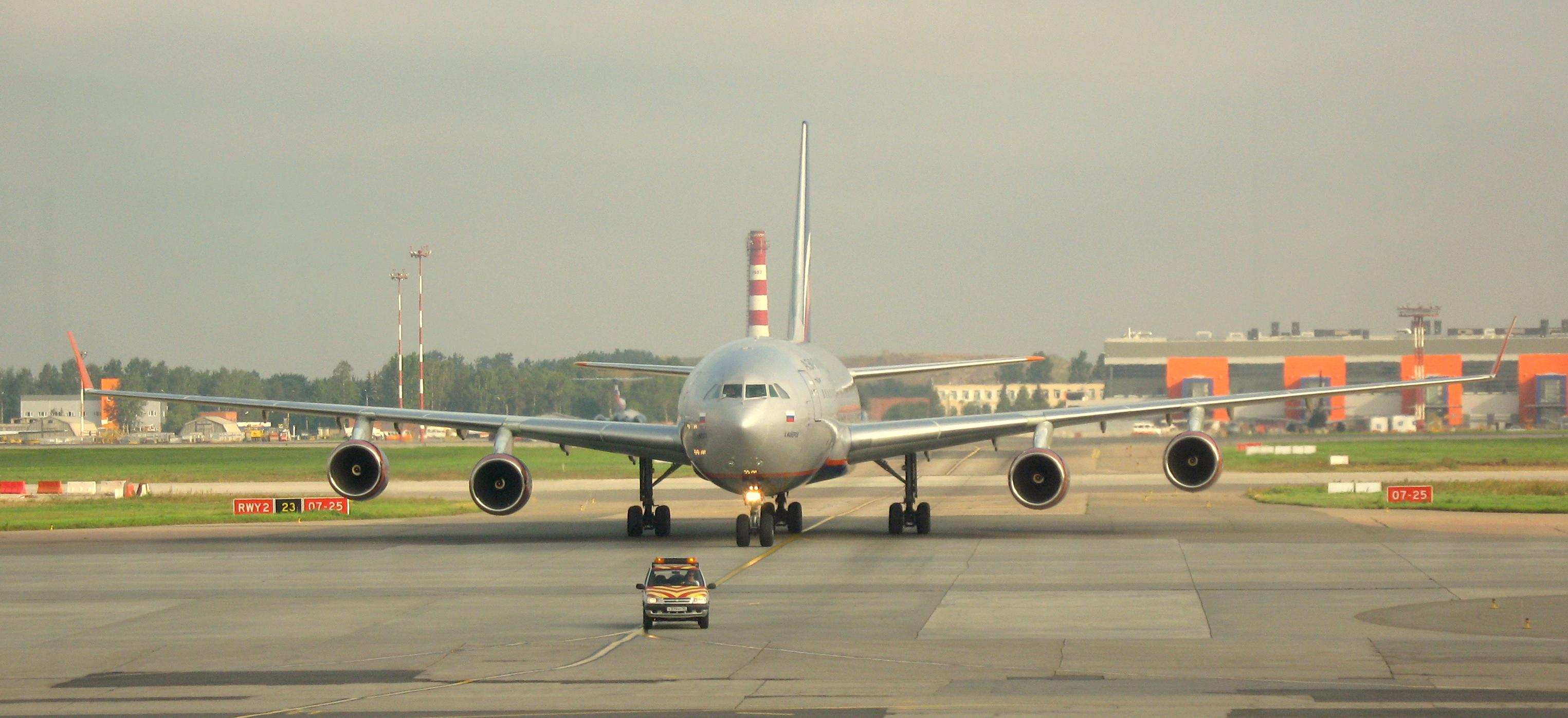
Một chiếc Il-96 của Aeroflot đang chạy về ga đỗ tại Sân bay Quốc tế Sheremetyevo

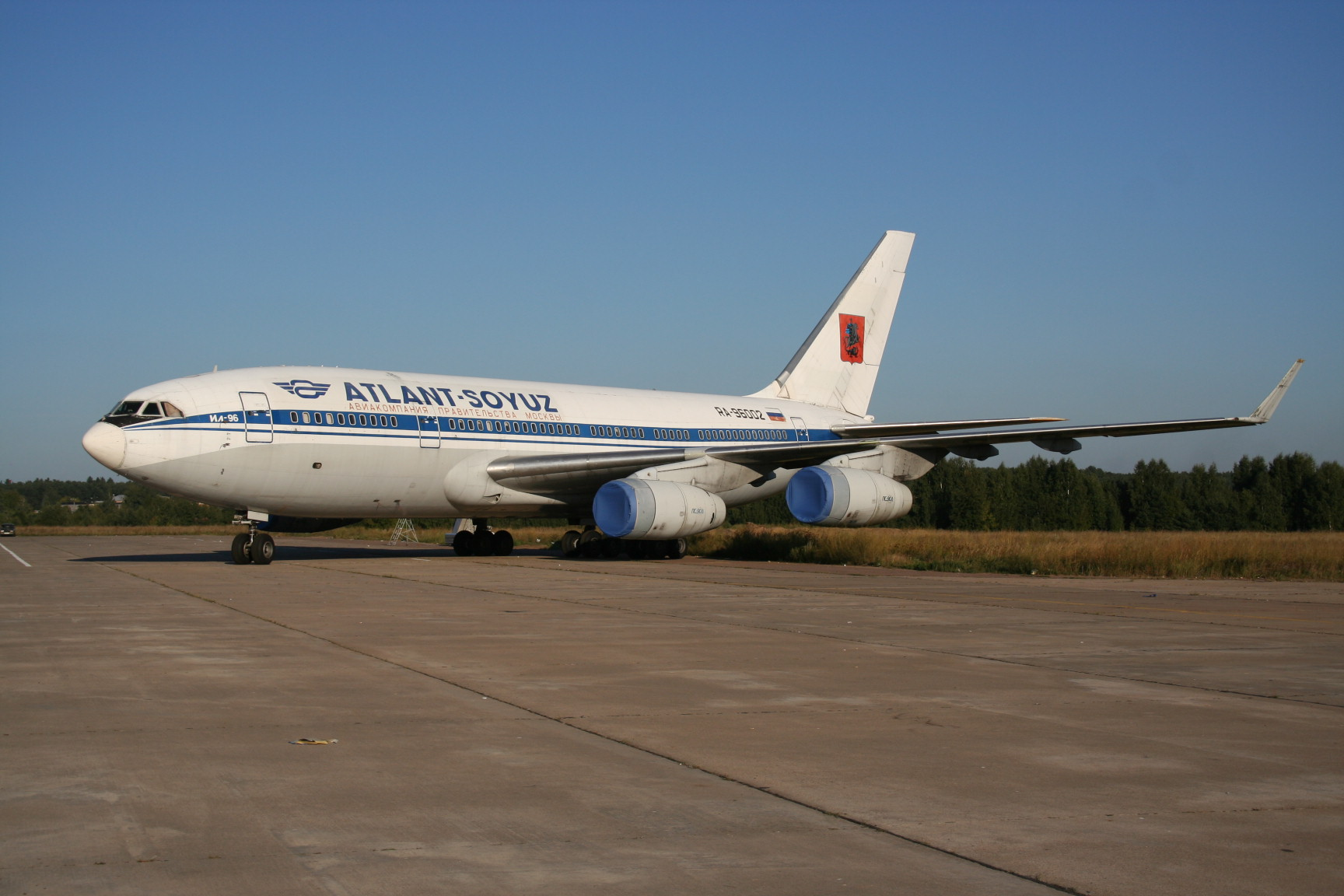
Một chiếc Il-96 chở hàng của Atlant-Soyuz Airlines

Il-96-300 có sức chở khách tiêu chuẩn 262 người ở kiểu bố trí 2 hạng ghế với 18 ghế có khoảng cách 140 cm (54 in) và 244 ghế với khoảng cách 81 cm (32 in). Khoang để hành lý nằm ở khoang trên, và khoang dưới có thể bố trí 18 thùng chứa LD-3 và khu vực nghỉ ngơi của tổ bay. Dù giá niêm yết rẻ hơn 30% so với các kiểu máy bay tương đương của phương Tây, các hãng hàng không Nga cũng không dễ dàng mua được nó. Vào tháng 9 năm 2006, chỉ có 16 chiếc Il-96-300 đang hoạt động với Aeroflot (6 trong số 17), KrasAir (2), Domodedovo Airlines (3; hiện điều hành bởi Krasair thay cho liên minh AiRUnion), Atlant-Soyuz Airlines (1; phiên bản chở hàng), Cubana de Aviacion (3) và Rossiya (2). 2 chiếc nữa đang được hoàn thiện ở nhà máy tại Voronezh để giao hàng cho chính phủ Cuba. Cả Aeroflot và Transaero đều được giảm miễn giảm thuế khi nhập khẩu máy bay do phương Tây sản xuất đổi lấy việc họ hứa hẹn mua vài chiếc Il-96 cho mỗi chiếc máy bay của phương Tây. Bộ phận chở hàng của Aeroflot đã có những trao đổi đầu tiên về việc đặt hàng 6 chiếc Il-96-400T và 6 chiếc Il-96-300 nữa.
Tuy nhiên, Air Zimbabwe đang có kế hoạch mua 5 chiếc Il-96-300, khiến nó trở thành hãng lớn nhất ở bên ngoài nước Nga và hãng đứng thứ hai về sử dụng loại máy bay này sau Aeroflot.  Tuy nhiên, sau những cuộc đàm phán với chính quyền Nga, đơn hàng đã bị huỷ bỏ (cùng với các đơn hàng với Tupolev).
Iran Air nhận chuyển giao 2 chiếc Ilyushin Il-96-300 theo điều khoản thuê ngắn hạn từ Kras Air của Nga vào tháng 10 năm 2006 và sẽ sử dụng những chiếc máy bay này như một sự thử nghiệm căn bản trong vòng 1 năm. Nếu chúng đáp ứng các yêu cầu hoạt động, IFC sẽ xem xét đặt hàng cho 4 chiếc.
Tháng 6 năm 2006, Syrianair đã thông báo thoả thuận mua 2 chiếc Il-96-400 và 1 chiếc Il-96-300.
Tháng 5 năm 2005, Volga-Dnepr Group đã ký một thoả thuận tài chính 15 năm với Ilyushin Finance Corporation (IFC) để nhận chuyển giao 2 chiếc IL-96-400T mới sản xuất. Chiếc máy bay này sẽ thuộc sự điều hành của AirBridge Cargo, chi nhánh của Volga-Dnepr. Chiếc đầu tiên có thể được giao vào cuối năm 2006.
Cũng trong năm 2005 Atlant-Soyuz Airlines đã đạt một thỏa thuận với Ilyushin Finance về việc chuyển giao 2 chiếc IL-96-400T chở hàng ngoài loại Il-96-300T mà hãng này đã sử dụng.
Tờ báo chính thức của Cuba Granma đã thông báo vào ngày 3 tháng 1 năm 2006 về chuyến bay chính thức đầu tiên của IL-96-300 thuộc Cubana từ La Habana tới Buenos Aires, Argentina.
Tới quý hai năm 2007, nhà máy sẽ chuyển sang sản xuất chỉ hai loại chuyển đổi muộn nhất của loại máy bay này.

## Biến thể
Có hai biến thể của Il-96 và chúng được tung ra ở hai thời điểm khác nhau. Il-96-300 được giới thiệu năm 1985 và đi vào phục vụ năm 1993. Il-96M được giới thiệu năm 1993 và đi vào hoạt động năm 2000.

### Il-96-300

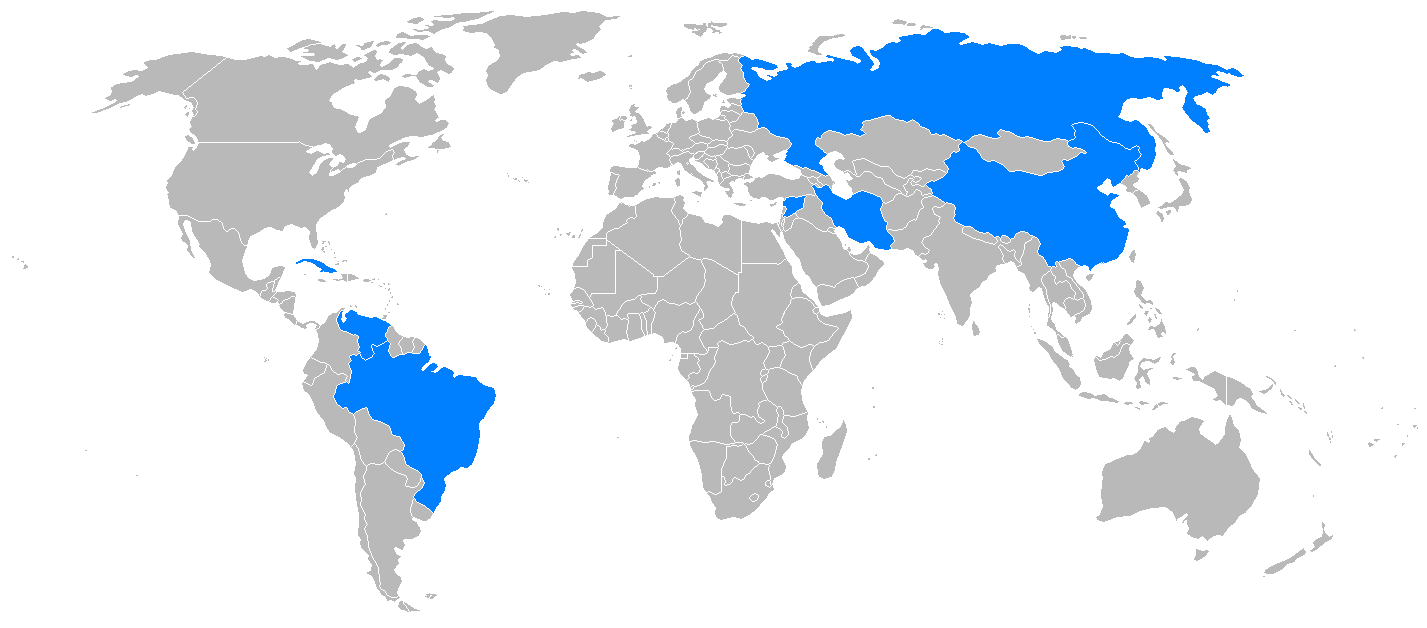
Các quốc gia có hãng hàng không đặt hàng Il-96

Il-96-300 là biến thể đầu tiên được trang bị động cơ phản lực cánh quạt đẩy Aviadvigatel (Soloviev) PS90A với lực đẩy 16,000 kgf (157 kN, 35,300 lbf). Việc phát triển bắt đầu hồi giữa thập niên 80 trong khi nguyên mẫu đầu tiên cất cánh ngày 28 tháng 9 năm 1988, các chứng chỉ của Nga được cấp ngày 29 tháng 12 năm 1992. Chiếc Il-96 đầu tiên đi vào phục vụ trong Aeroflot năm 1993.
Tầm bay với 262 hành khách và nhiên liệu dữ trữ (để bay 75 phút ở độ cao 450 m) ở kiểu cấu hình hai hạng ghế khoảng 11,000 km (5,940 nmi), cho phép thực hiện các chuyến bay từ Moskva đến các thành phố trên Bờ biển phía Tây Hoa Kỳ, một sự cải thiện đáng kể so với Ilyushin Il-86. Hai chiếc được tổng thống Nga Vladimir Putin sử dụng, và hiện được sử dụng bởi Dmitri Medvedev như máy bay chở VIP. Máy bay VIP do Rossiya Airlines điều hành.
Phiên bản này cũng có một phiên bản tầm xa gọi là Il-96-300V.

### Il-96M

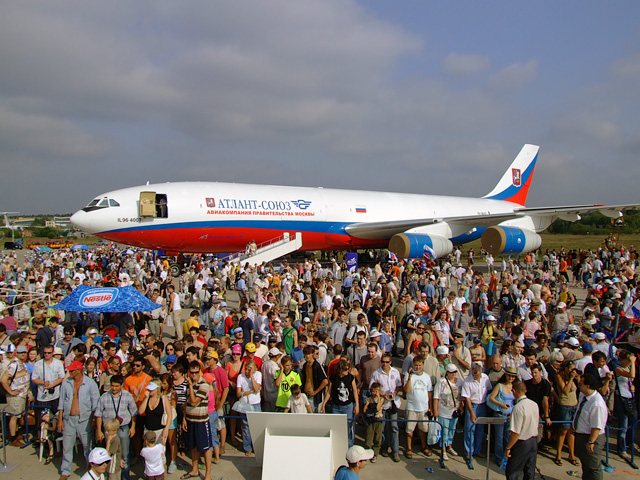
Il-96T tại Triển lãm hàng không MAKS, tháng 8 năm 2007

Đây là biến thể kéo dài của Il-96-300. Thân của nó được kéo dài thêm 10 m (30 ft), nặng hơn 15 tấn (33,000 lb), và được trang bị các hệ thống điện tử phương Tây, và sử dụng 4 động cơ Pratt & Whitney PW2337 tạo ra lực đẩy 165 kN (37,000 lbf) mỗi chiếc. Tầm hoạt động với 312 hành khách ở kiểu bố trí 3 hạng ghế hay 92 tấn (203,000 lb) chất tải khoảng 10,400 km (5,600 nmi). Điều này khiến nó trở thành một kẻ kế tục thực sự - nhưng có khả năng lớn hơn nhiều - loại Il-86. Il-96M/T hoàn toàn có thể so sánh được với Airbus A330-300 và Boeing 777-200A, nhưng rẻ hơn nhiều. Việc phát triển các biến thể M/T đã chậm lại khi Ngân hàng Xuất Nhập khẩu Mỹ ngừng các cuộc đàm phán về cung cấp tài chính cho các động cơ và các hệ thống điện tử, vì các vấn đề của nền kinh tế Nga .
Il-96M cũng không cần đến kỹ sư cơ điện hàng không. Nó được thiết kế chỉ với phi đội hai người.

### Il-96T
Đây là phiên bản chở hàng đầu tiên của Il-96M và Il-96-400. Nó sử dụng 4 động cơ Aviadvigatel PS90.

### Il-96-400
Il-96-400 được phát triển với các động cơ và hệ thống điện tử Nga. Nó dựa trên thân Il-96M/T và sử dụng bốn động cơ phản lực cánh quạt đẩy Aviadvigatel PS90-A1. Nó có thể chở tới 436 hành khách. Tầm hoạt động với 315 hành khách ở kiểu bố trí 3 hạng ghế khoảng 10,000 km.

## Bên sử dụng dân sự
Tất cả bên sử dụng (cập nhật tháng 6 năm 2009):
| Hãng hàng không           | Kiểu máy bay                 | Đưa vào hoạt động | Đang đặt hàng |
| ------------------------- | ---------------------------- | ----------------- | ------------- |
| Rossiya                   | Il-96-300PU                  | 4                 | 1             |
| Ilyushin Design Bureau    | Il-96-300                    | 1                 | 0             |
| Air Libya                 | Il-96-400                    | 0                 | 2             |
| Atlant-Soyuz Airlines     | Il-96-400T                   | 0                 | 2             |
| Aeroflot                  | 6 × Il-96-300, 6 × Il-96-400 | 6                 | 6             |
| Cubana                    | Il-96-300                    | 3                 | 1             |
| Polet                     | Il-96-400T                   | 2                 | 1             |
| Nhóm chưa biết            | Il-96-400                    | 0                 | 3             |
| Conviasa                  | Il-96-300                    | 0                 | 2             |
| Hãng hàng không chưa biết | Il-96-300                    | 5                 | 0             |
| Tổng cộng                 |                              | 21                | 18            |

## Vụ việc
Không có vụ việc gây thiệt hại nhân mạng ở thời điểm tháng 3 năm 2009. Sau một loạt vụ việc nhỏ, một trong số đó liên quan tới chiếc máy bay của Tổng thống Putin tại Turku, Phần Lan, các cơ quan hàng không dân sự Nga đã buộc toàn bộ Ilyushin-96-300 ngừng hoạt động từ 22 tháng 8 tới 3 tháng 10 năm 2005 để xem xét phanh bánh đáp.

## Đặc điểm kỹ thuật
| Kích thước                      | Il-96-300                 | Il-96M                  | Il-96T                 |  |
| ------------------------------- | ------------------------- | ----------------------- | ---------------------- |  |
| Chiều dài                       | 55.3 m (181 ft 7 in)      | 64.7 m (212 ft 3 in)    | 66.9 m (209 ft 9 in    |  |
| Sải cánh                        | 60.11 m (197 ft 3 in)     | 60.11 m (197 ft 3 in)   | 60.11 m (197 ft 3 in)  |  |
| Chiều cao                       | 17.5 m (57 ft 7 in)       | 17.5 m (57 ft 7 in)     | 17.5 m (57 ft 7 in)    |  |
| Trọng lượng rỗng                | 183,000 kg (403,000 lb    |                         |                        |  |
| Trọng lượng cất cánh tối đa     | 250,000 kg (551,000 lb)   | 270,000 kg (595,000 lb) |                        |  |
| Chạy cất cánh với MTOW          | 2,600 m (8,530 ft)        | 2,600 m (8,530 ft)      | 2,600 m (8,530 ft)     |  |
| Tốc độ bay tiết kiệm nhiên liệu | .83 Mach (870 km/h)       | .83 Mach (870 km/h)     | .83 Mach (870 km/h)    |  |
| Tốc độ tối đa                   | .86 Mach (900 km/h)       | .86 Mach (900 km/h)     | .86 Mach (900 km/h)    |  |
| Tầm hoạt động khi chất đầy tải  | 11,000 km (5,939 nmi      | 12,800 km (6,907 nmi)   | 10,000 km (5,437 nmi)  |  |
| Dung tích nhiên liệu tối đa     | 150,000 l (39,625 US gal) |                         |                        |  |
| Động cơ (ví dụ)                 | Aviadvigatel PS-90A       | Pratt & Whitney PW2000  | Pratt & Whitney PW2337 |  |
| phi đội                         | Three                     | Two                     | Two                    |  |
| Bố trí ba hạng ghế              | 259                       | 307                     |                        |  |

### Hệ thống điện tử

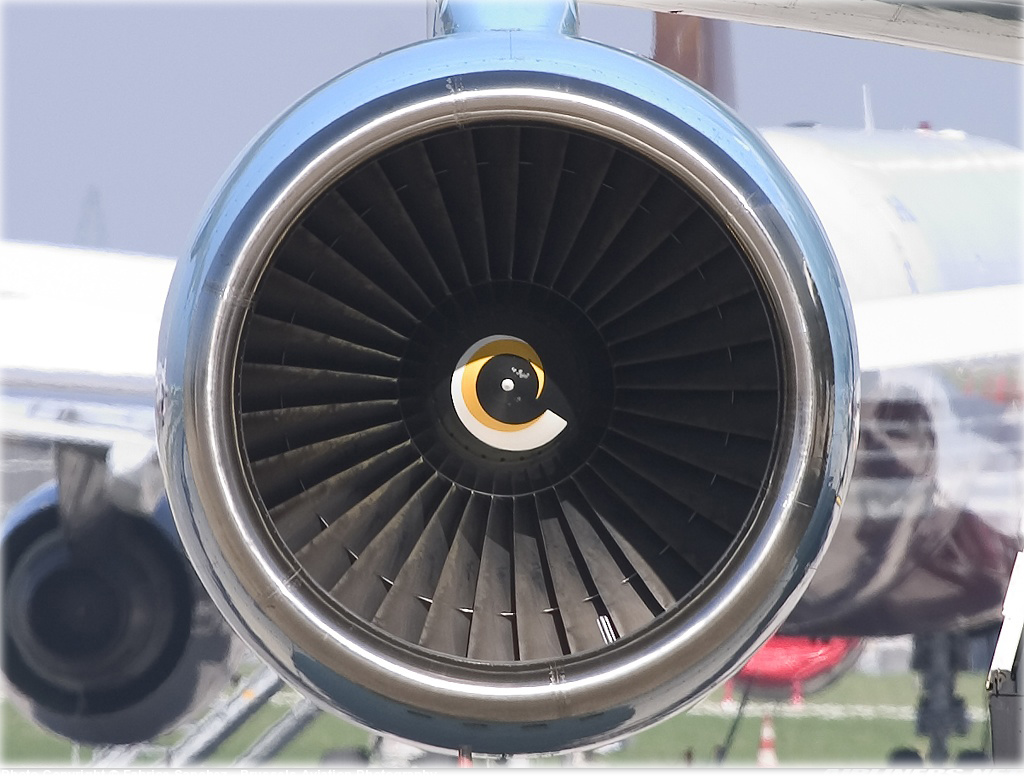
Động cơ PS-90A

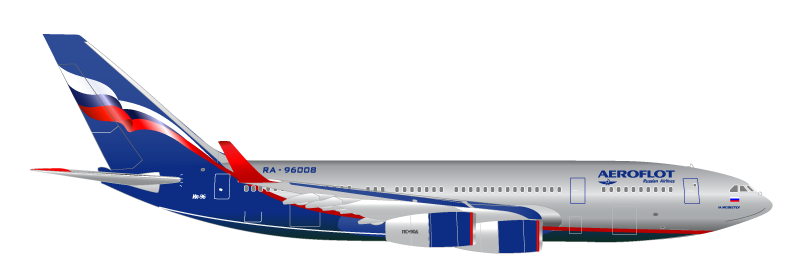
Il-96 mang cờ Aeroflot

Chiếc máy bay này được trang bị những hệ thống sau, tương ứng với các yêu cầu và quy định của ICAO và châu Âu:
- Thanh điều khiển tích hợp thông tin và hoa tiêu KPRTS-95М-1 và Hệ thống Quản lý Bay VSS-95-1V
- Các hệ thống chỉ thị điện tử hiện đại SEI-85М và KISS-1-2МA (bài 6) với các thiết bị chỉ thị LCD
- Hệ thống quán tính NSI-2000MT hay BINS-85
- Hệ thống đánh giá mặt đất EGPWS với thông tin mặt đất tăng cường hay SRPBZ (hay MARK V)
- Hệ thống tránh va chạm trên không CAS-81A (hay SPS-2000)
- Hệ thống BRIK-324
- Hệ thống gọi lựa chọn của phi đội trên thông tin radio (Selcal) – АSV-324
- Thiết bị định vị thời tiết Buran-А, hay MN RLS – không có wind shear (hay RDR-4B với các chức năng cảnh báo wind shear và phát hiện nhiễu loạn không khí)
- Trạm radio tầm MV «Orlan-85STD» với bảo dưỡng của VDL Mode 2
- Hệ thống thông tin vệ tinh phi đội Aero Mini M hay Aero I (trao đổi telephone và dữ liệu với UVD và hãng hàng không)
- Thông tin âm thanh trạng thái rắn RZBN-1, đảm bảo sự trò chuyện của các thành viên phi đội được ghi lại và tình trạng âm thanh cabin (4 kênh) với thời lượng lưu trữ 2 giờ thông tin bay
- Hệ thống MSRP-A-02 với các thiết bị lưu trữ trạng thái rắn được bảo vệ